# Dasymys medius
Dasymys medius is een knaagdier uit het geslacht Dasymys dat voorkomt in de bergen van Oost-Afrika: het oosten van Congo-Kinshasa, Burundi, Rwanda, Oeganda en Kenia. Deze soort wordt meestal tot D. incomtus gerekend, maar werd op basis van morfometrische gegevens als een aparte soort erkend. Een andere morfometrische analyse ondersteunde de soortstatus van D. medius echter niet, hoewel de populatie uit Rwanda, die ook in de eerste studie werd bekeken, als een nieuwe soort werd beschreven, D. rwandae. Op basis van genetische gegevens werd D. medius in dezelfde studie wel erkend.
Deze soort heeft smalle bovenkiezen en een smalle jukboog. De schedel lijkt het meest op die van D. foxi en D. rufulus. Ook enkele Ethiopische exemplaren die niet als D. griseifrons konden worden geïdentificeerd lijken op D. medius.